# The Defective Detective
The Defective Detective è un cortometraggio muto del 1913 diretto da Hay Plumb.

## Trama
Un detective scambia per errore il ricco zio di una ragazza per un ladro.

## Produzione
Il film fu prodotto dalla Hepworth.

## Distribuzione
Distribuito dalla Hepworth, il film - un cortometraggio di 175,26 metri - uscì nelle sale cinematografiche britanniche nel febbraio 1913.
Fu distrutto nel 1924 dallo stesso produttore, Cecil M. Hepworth. Fallito, in gravissime difficoltà finanziarie, Hepworth pensò in questo modo di poter almeno recuperare il nitrato d'argento della pellicola.